# 1505 în literatură
- 1504 în literatură — 1505 în literatură — 1506 în literatură

Anul 1505 în literatură a implicat o serie de evenimente semnificative. 

## Poezie
- Pierre Gringore - Încercări extravagnte ("Folles entreprises")

## Decese
Format:1505